# Borolia operosa
Borolia operosa är en fjärilsart som beskrevs av Saalmüller 1891. Borolia operosa ingår i släktet Borolia och familjen nattflyn. Inga underarter finns listade i Catalogue of Life.